# Oxyrrhynchium pringlei
Oxyrrhynchium pringlei là một loài Rêu trong họ Brachytheciaceae. Loài này được (Cardot) Wynns mô tả khoa học đầu tiên năm 2009.